# Klausz Gábor
Klausz Gábor (Székesfehérvár, 1956. március 12. — 2012. január 9.) magyar könyvtáros, pedagógus, Gárdony egykori alpolgármestere.

## Családja
Két gyermeke van, felesége tanítónő.

## Életrajz

### Tanulmányai és fiatalkora
Szülővárosában töltötte gyermek- és iskolás éveit. 1979 júniusában végzett a Szombathelyi Tanárképző Főiskolán, ahol könyvtáros—magyar nyelv és irodalom szakos általános iskolai tanár diplomát szerzett. 2002-ben fejezte be és diplomázott le a Szegedi Tudományegyetemen informatikus könyvtáros szakán.

### Munkássága
Ő alapította a gárdonyi könyvtárat, ami az első munkahelye volt. 1979. augusztus 16-tól 2000. szeptember 30-ig a gárdonyi könyvtár vezetői pozícióját töltötte be. A Vörösmarty Mihály Megyei Könyvtár igazgató-helyettese 2000. október 1. és 2009. december 4. között. 2010. május 1-től a Gárdonyi Géza Kulturális Központ vezetője volt.
A gárdonyi Alborada kórus egyik alapítója tagja.

### Politikai pályafutása
1990-től haláláig független önkormányzati képviselő Gárdony önkormányzatában.
2002-től haláláig Gárdony alpolgármestere.

### Halála
2012. január 9-én napközben rosszul lett. Az orvosi rendelőben az orvos pont neki nyitotta az ajtót, amikor összeesett és meghalt. 30 percen át próbálták újjáéleszteni, azonban nem sikerült. Hetekkel korábban a szívét is megvizsgálta, akkor nem volt vele probléma.

## Emlékezete
A 2019-ben felújított gárdonyi könyvtárat Klausz Gáborról nevezték el. A felújított könyvtár falán Klausz Gáborról mintázott bronzból készült dombormű áll, amely Hermann Zsolt szobrászművész alkotása.

## Díjak, elismerések
- Miniszteri dicséret (1983)[2]
- Művelődésügyért kitüntetés Gárdony Város Önkormányzatától (2003)[2]